# Yui

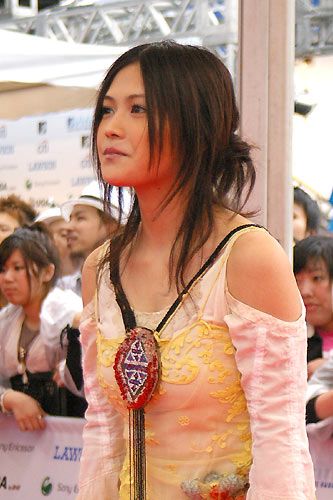
Yui bei den MTV Music Awards (2006)

Yui, bürgerlich Yui Yoshioka (* 26. März 1987 in der Präfektur Fukuoka), ist eine japanische Singer-Songwriterin. Mit ihrem Debütalbum From Me to You gelang ihr der Durchbruch am japanischen Markt. Ihre nachfolgenden Alben erreichten alle Platz 1 der Oricon-Charts.

## Leben

### Anfänge und Jugendzeit
Schon in ihrer Kindheit plante Yui, später einmal Sängerin zu werden. Nachdem sie schon zuvor regelmäßig Gedichte schrieb, entschloss sie sich mit 15 Jahren endgültig dazu, ihr Leben der Musik zu widmen. Laut eigenen Angaben wurde sie bei dieser Entscheidung sehr von der Musik von Avril Lavigne beeinflusst, da sie deren Fertigkeiten sehr bewunderte und diese kaum älter war als sie selbst. Eine Gruppe von Straßenmusikern riet ihr dazu, eine Musikschule zu besuchen, nachdem sie diese fragte, was sie tun müsse, um Musikerin zu werden.
Im Alter von 16 Jahren trat Yui in eine private Musikschule in Fukuoka ein. Dort lernte sie professionelles Songwriting und begann damit, Gitarre spielen zu lernen. Da sie hauptsächlich nachts Zeit zum Üben hatte, brachte ihr das Ärger mit vielen Nachbarn ein, weswegen sie sich dazu entschloss, nachts mit ihrem Fahrrad ins nahe gelegene Shingū zu fahren, um dort in einem Reisfeld allein und ungestört üben zu können. Das Musikvideo zu ihrer Debütsingle It’s Happy Line, welche nur zwei Jahre nach diesen Ereignissen erschien, wurde auch in diesem Reisfeld gedreht. Ihren ersten öffentlichen Auftritt hatte Yui schon kurze Zeit später, als sie bei einem Straßenkonzert einiger ihrer Schulkollegen bei dem Song Goodbye to You von Michelle Branch die Rhythmusgitarre und den Begleitgesang übernahm. Wenig später trat sie zum ersten Mal allein in einem Livehouse auf und spielte dort ihren ersten selbst geschriebenen Song Why Me vor. Sie selbst meinte, dass sie während des gesamten Auftrittes sehr angespannt war, sich danach aber befreit und glücklich fühlte. Danach begann sie regelmäßig als Straßenmusikerin aufzutreten. Die Musikschule in Fukuoka stellt bis heute einen wichtigen Teil ihres Lebens dar, da sie dort nicht nur Musik, sondern auch die wichtigen Dinge des Lebens lernte, wie sie nach ihrem Debüt im Tagebuch auf ihrer Website angab.

### Durchbruch und Schauspieldebüt:From Me to YouundTaiyō no uta
Im März 2004 nahm Yui an einem von Sony Music Japan veranstalteten Musikwettbewerb teil. Nachdem sie zuerst eine Demoaufnahme an Sony schickte, wurde sie später, gemeinsam mit neun anderen Musikern, aus knapp 20.000 Bewerbern ausgewählt und zu einem endgültigen Casting nach Tokyo eingeladen. Obwohl nur zwei eigene Lieder von Sony gefordert wurden, spielte sie während ihres dortigen Auftrittes mit Why Me, It’s Happy Line und I Know insgesamt drei ihrer Lieder vor. Kurz nach diesem Auftritt erhielt sie einen Vertrag mit Sony Music Japan, welche ihren Song It’s Happy Line am 24. Dezember 2004 als Single veröffentlichten, allerdings noch unter dem Independent-Label Leaflet Records. Da sie erst im September 2004 nach Tokyo zog, musste sie fast während der gesamten Tonaufnahmen zwischen Tokyo und Fukuoka pendeln. Laut eigenen Angaben fiel ihr diese Umstellung sehr schwer, da die Luft in Tokyo sehr schlecht und der Himmel nicht besonders schön sei. Im Oktober startete Yui ihre eigene Radioshow, was ihr die Möglichkeit bot, mehrmals in ihre Heimatstadt zu reisen, da dort die Aufnahmen stattfanden. Kurz davor schrieb sie das Lied Feel My Soul, welches ihr die Aufmerksamkeit von Fuji TV einbrachte. Der Fernsehsender beschloss, ihr Lied als Titelmusik für ihr TV-Drama Fukigen na jīn zu benutzen. Kurz darauf wurde Feel My Soul auch erfolgreich als Single veröffentlicht. Seit damals werden ihre Lieder regelmäßig für diverse TV-Dramas und Animeserien verwendet. Noch im selben Jahr folgten mit Tomorrow’s Way und Life weitere Singles. Diese, wie auch die Anfang 2006 veröffentlichte Single Tokyo, konnten allerdings trotz guter Chartplatzierungen nicht ganz an den Erfolg ihres Major-Debüts Feel My Soul anknüpfen.
Im Februar 2006 erschien ihr erstes Studioalbum, From Me to You, welches von den meisten Medien hoch gelobt wurde. Das Album erreichte Platz 4 der Oricon-Charts, Platin-Status im April 2007 und schaffte es insgesamt 115 Wochen in der offiziellen Wertung zu bleiben. Im Anschluss an das Album startete sie ihre erste Tournee, die Live Life Love-Tour, welche insgesamt acht Konzerte in sieben verschiedenen Orten, unter anderem im Shibuya-AX-Club in Tokyo, umfasste. Im März 2006 erhielt sie den 20. Nihon Gold Disc Taishō in der Kategorie New Artist of the Year.
2006 spielte Yui die Hauptrolle in dem Film Taiyō no Uta. Für ihr Schauspieldebüt wurde sie mit dem Japanese Academy Award in der Kategorie Beste Nachwuchsdarstellerin ausgezeichnet. Der Titelsong zum Film, Goodbye Days, wurde am 14. Juni 2006 als Single veröffentlicht. Goodbye Days stieg in der ersten Woche auf Platz 3 in die japanischen Charts ein und wurde ihr bis dahin größter Erfolg. Mit I Remember You und Rolling Star folgten zwei weitere Singles, die beide hohe Platzierungen in den japanischen Charts erreichten. Der im März 2007 veröffentlichte Song Cherry konnte zwar nicht an den Verkaufserfolg von Goodbye Days anknüpfen, wurde aber – auch dank einer guten Werbekampagne – eines ihrer bekanntesten Lieder. 2008 wurde Cherry bei einer Umfrage des Oricon Style-Magazins zum drittbeliebtesten Liebeslied des Jahres gewählt.

### Charterfolge:Can’t Buy My LoveundI Loved Yesterday
Am 4. April 2007 erschien ihr zweites Studioalbum. Can’t Buy My Love setzte sich in der ersten Woche mit knapp 300.000 verkauften Exemplaren an die Spitze der japanischen Albumcharts und erreichte im August 2007 dreifachen Platinstatus, womit es auch das erfolgreiche Vorgängeralbum übertraf. Dem Album folgte die landesweite Spring & Jump-Tour, welche sie zwischen April und Mai 2007 insgesamt drei Wochen durch ganz Japan führte. Am 13. Juni desselben Jahres erschien ihre Doppel-A-Single My Generation / Understand die schon in der ersten Woche ihrer Veröffentlichung auf Platz 1 in die Charts einstieg und somit ihre erste Nummer-1-Single darstellt. Das Musikvideo zu My Generation erhielt am 15. März 2008 bei den Space Shower Music Awards 2008 einen Preis für das beste Musikvideo 2007 in der Kategorie Pop. Kurz darauf erschien die Single Love & Truth, die zwar gute Verkaufszahlen erzielte, aber von ihren Fans teilweise mit Enttäuschung aufgenommen wurde. Die dazugehörige B-Seite Jam ist, neben dem Anfang 2008 erschienen Werbevideo zu Laugh Away, die einzige Nicht-Single für welche ein Musikvideo gedreht wurde.
Im November 2007 trat Yui zum ersten Mal im Nippon Budōkan auf. Das Konzert war schon nach kurzer Zeit ausverkauft. Videoaufzeichnungen des Konzerts wurden später auf dem Album I Loved Yesterday veröffentlicht. Die im Februar 2008 veröffentlichte Single Namidairo ist die erste Single seit Cherry, die nicht Platz 1 der japanischen Charts erreichte.
Am 9. April 2008 erschien das dritte Studioalbum von Yui. I Loved Yesterday setzte sich mit knapp 300.000 verkauften Exemplaren souverän auf Platz 1 der Oricon-Wertung und Position 2 der Weltcharts. Dem Album folgt zwischen Mai und Juli 2008 die Oui ~I Loved Yesterday~-Tour, die mit fünfundzwanzig Konzerten ihre bisher längste Tournee ist. Am 12. November 2008 wurde ihre erste B-Seiten Sammlung My Short Stories veröffentlicht, welche alle ihre bisherigen B-Seiten und den neuen Song I’ll Be enthielt. Diese erschien am 2. September 2009 erneut als Blu-spec CD.
Nach der Erstveröffentlichung von My Short Stories legte Yui eine längere Pause ein. Während dieser traf sie bei einem Urlaub auf Okinawa die Band Stereopony, wobei sie die Musik zu I Do It aus der späteren gleichnamigen Stereopony-Single komponierte. Danach veröffentlichte sie die Single Again, die zugleich der Vorspanntitel für die 2009er Ausstrahlung der Anime-Serie Full Metal Alchemist war, am 3. Juni 2009 und die Single It’s All Too Much / Never Say Die, deren beide Titel Haupt- und Nebenthema des Films Kaiji: Jinsei Gyakuten Game waren, am 7. Oktober 2009. Beide landeten auf Platz 1 und machten zusammen mit ihrer vorherigen Platz-1-Single Summer Song Yui damit nach Hikaru Utada mehr als sieben Jahre zuvor zur ersten Künstlerin mit drei aufeinanderfolgenden Singles auf Platz 1. Am 20. Januar 2010 erschien ihre 15. Single Gloria, am 2. Juni ihre 16. To Mother und am 24. November 2010 ihre 17. Rain sowie am 14. Juli ihr fünftes Album Holidays in the Sun, die bis auf Rain alle auf Platz eins einstiegen.
2011 veröffentlichte sie am 26. Januar ihre 18. Single It’s My Life/Your Heaven und am 1. Juni ihre 19. Hello – Paradise Kiss, die beide auf Platz 3 einstiegen, sowie am 5. Oktober Green a.Live, die abermals Platz 1 erreichte. Ihr 5. Studio-Album How Crazy Your Love vom 2. November gelang ebenfalls der Einstieg auf der Spitzenposition.
Ihre 21. Single Fight wurde am 9. September 2012 veröffentlicht. Am 24. Oktober 2012 erschien das Tributealbum She Loves You, in dem zwölf ihrer Stücke von anderen Sängerinnen (Scandal, Negoto, Miwa, Goosehouse, Shōko Nakagawa, Ayaka Ide, Kylee, Stereopony, Miku Sawai, Dancing Dolls, Eir Aoi und joy) gecovert wurden.
Am 5. Dezember 2012 erschienen die Best-of-Alben Green Garden Pop und Orange Garden Pop, die auf Platz 2 und 3 starteten.

### Flower Flower
Nach ihrem Auftritt beim 63. Kōhaku Uta Gassen am 31. Dezember 2012 legte sie eine erneute Pause ein, um sich neu zu orientieren. Am 2. April 2013 wurde der Rückzug als Solosängerin und die Gründung der Rockband Flower Flower bekannt, mit der sie bereits im März einige Konzerte inkognito gab, bei der sie als Leadsängerin und -gitarristin fungiert und ihr offizielles Debütkonzert beim Japan Jam 2013 am 3. Mai 2013 gab. Damit einher ging sowohl eine äußerliche als auch eine Veränderung des Künstlernamens von YUI nach yui.
Die Band tritt hauptsächlich auf Festivals auf und veröffentlichte 2013 und 2014 vier Digitalsingles sowie am 26. November 2014 ihr erstes Album Fruit, das Platz 5 der Oricon-Charts erreichte, sowie am 18. Februar 2015 das Minialbum Color, das auf Platz 10 einstieg.
Im März 2014 gab sie bekannt, an einer Panikstörung zu leiden, wodurch sie einige Konzerte absagen musste. Sie heiratete im April 2015.

## Diskografie

### Studioalben
| Jahr | Titel               | Höchstplatzierung, Gesamtwochen, AuszeichnungChartsChartplatzierungen (Jahr, Titel, Platzierungen, Wochen, Auszeichnungen, Anmerkungen) | Anmerkungen                            |
| Jahr | Titel               | JP | Anmerkungen                            |
| ---- | ------------------- | --- | -------------------------------------- |
| 2006 | From Me to You      | JP4 Platin · (121 Wo.)JP | Erstveröffentlichung: 22. Februar 2006 |
| 2007 | Can’t Buy My Love   | JP1 ×3Dreifachplatin · (74 Wo.)JP | Erstveröffentlichung: 4. April 2007    |
| 2008 | I Loved Yesterday   | JP1 ×2Doppelplatin · (40 Wo.)JP | Erstveröffentlichung: 9. April 2008    |
| 2010 | Holidays in the Sun | JP1 Platin · (32 Wo.)JP | Erstveröffentlichung: 14. Juli 2010    |
| 2011 | How Crazy Your Love | JP1 Platin · (21 Wo.)JP | Erstveröffentlichung: 2. November 2011 |
| 2021 | Natural             | JP9 (4 Wo.)JP | Erstveröffentlichung: 24. Februar 2021 |

### Kompilationen
| Jahr | Titel             | Höchstplatzierung, Gesamtwochen, AuszeichnungChartsChartplatzierungen (Jahr, Titel, Platzierungen, Wochen, Auszeichnungen, Anmerkungen) | Anmerkungen                             |
| Jahr | Titel             | JP | Anmerkungen                             |
| ---- | ----------------- | --- | --------------------------------------- |
| 2008 | My Short Stories  | JP1 Platin · (21 Wo.)JP | Erstveröffentlichung: 12. November 2008 |
| 2012 | Green Garden Pop  | JP2 Platin · (21 Wo.)JP | Erstveröffentlichung: 5. Dezember 2012  |
| 2012 | Orange Garden Pop | JP3 Platin · (21 Wo.)JP | Erstveröffentlichung: 5. Dezember 2012  |

### Singles
| Jahr | Titel Album                                           | Höchstplatzierung, Gesamtwochen, AuszeichnungChartsChartplatzierungen (Jahr, Titel, Album, Platzierungen, Wochen, Auszeichnungen, Anmerkungen) | Anmerkungen                                                                           |
| Jahr | Titel Album                                           | JP | Anmerkungen                                                                           |
| ---- | ----------------------------------------------------- | --- | ------------------------------------------------------------------------------------- |
| 2005 | Feel My Soul From Me to You                           | JP8 Gold · (13 Wo.)JP |                                                                                       |
| 2005 | Tomorrow’s Way From Me to You                         | JP15 (10 Wo.)JP |                                                                                       |
| 2005 | Life From Me to You                                   | JP9 Gold + Gold (Mobile Downloads) · (13 Wo.)JP                                                                                                |                                                                                       |
| 2006 | Tokyo From Me to You                                  | JP15 (5 Wo.)JP |                                                                                       |
| 2006 | Good-Bye Days Can’t Buy My Love                       | JP3 Platin + Gold (Download) · (44 Wo.)JP | + JP: ×2Doppelplatin (Mobile Downloads) , + JP: Diamant (Klingelton)                  |
| 2006 | I Remember You Can’t Buy My Love                      | JP2 Gold · (21 Wo.)JP |                                                                                       |
| 2007 | Rolling Star Can’t Buy My Love                        | JP4 ×2Gold + Doppelplatin (Digital) · (16 Wo.)JP                                                                                               |                                                                                       |
| 2007 | Che.r.ry Can’t Buy My Love                            | JP2 Gold + Diamant (Digital) · (23 Wo.)JP | + JP: ×3Dreifachplatin (Klingelton) , + JP: Gold (Download), + JP: Platin (Streaming) |
| 2007 | My Generation / Understand I Loved Yesterday          | JP1 Gold + Platin (Digital) · (14 Wo.)JP | Doppel-A-Single                                                                       |
| 2007 | Love & Truth I Loved Yesterday                        | JP1 Gold + Platin (Mobile Downloads) · (17 Wo.)JP                                                                                              |                                                                                       |
| 2008 | Namidairo I Loved Yesterday                           | JP3 Gold + Gold (Mobile Downloads) · (10 Wo.)JP                                                                                                |                                                                                       |
| 2008 | Summer Song Holidays in the Sun                       | JP1 Gold + Platin (Digital) · (10 Wo.)JP | + JP: Gold (Streaming)                                                                |
| 2009 | Again Holidays in the Sun                             | JP1 Gold + Platin (Mobile Downloads) · (21 Wo.)JP                                                                                              |                                                                                       |
| 2009 | It’s All Too Much / Never Say Die Holidays in the Sun | JP1 Gold + Gold (Mobile Downloads) · (18 Wo.)JP                                                                                                | Doppel-A-Single                                                                       |
| 2010 | Gloria Holidays in the Sun                            | JP1 Gold + Platin (Mobile Downloads) · (13 Wo.)JP                                                                                              |                                                                                       |
| 2010 | To Mother Holidays in the Sun                         | JP1 Gold + Gold (Mobile Downloads) · (9 Wo.)JP                                                                                                 |                                                                                       |
| 2010 | Rain How Crazy Your Love                              | JP2 Gold · (11 Wo.)JP |                                                                                       |
| 2011 | It’s My Life / Your Heaven How Crazy Your Love        | JP3 Gold · (10 Wo.)JP | Doppel-A-Single                                                                       |
| 2011 | Hello – Paradise Kiss How Crazy Your Love             | JP3 Gold + Platin (Digital) · (11 Wo.)JP | + JP: Gold (Streaming)                                                                |
| 2011 | Green a.Live How Crazy Your Love                      | JP1 Gold · (7 Wo.)JP |                                                                                       |
| 2012 | Fight –                                               | JP5 (9 Wo.)JP |                                                                                       |

Weitere Lieder
- 2004: It’s Happy Line / I Know (Doppel-A-Single, limitierte Independent-Veröffentlichung)
- 2008: I’ll Be (JP: Gold (Mobile Downloads))
- 2008: Laugh Away (JP: Platin (Mobile Downloads))
- 2010: Please Stay With Me (JP: Platin)

### Videoalben
| Jahr | Titel                                     | Höchstplatzierung, Gesamtwochen, AuszeichnungChartsChartplatzierungen (Jahr, Titel, Platzierungen, Wochen, Auszeichnungen, Anmerkungen) | Anmerkungen |
| Jahr | Titel                                     | JP | Anmerkungen |
| ---- | ----------------------------------------- | --- | --- |
| 2006 | Taiyō no Uta × Yui and Kaoru No Uta       | JP164 (8 Wo.)JP | |
| 2006 | Taiyō no Uta – Standard edition           | JP11 (25 Wo.)JP | |
| 2006 | Taiyō no Uta – Premium edition            | JP6 (17 Wo.)JP | |
| 2007 | Movie "Closed Notes" Music Movie with Yui | JP24 (4 Wo.)JP | |
| 2007 | Thank You My Teens                        | JP4 Gold · (38 Wo.)JP | Erstveröffentlichung: 14. November 2007 Live-DVD mit Aufzeichnungen der Spring & Jump-Tournee im April und Mai 2007 |
| 2011 | Hotel Holidays In the Sun                 | JP2 (16 Wo.)JP | Erstveröffentlichung: 9. März 2011                                                                                  |
| 2012 | Cruising ～How Crazy Your Love～          | JP6 (11 Wo.)JP | Erstveröffentlichung: 28. März 2012                                                                                 |
| 2015 | Find Me Yui Visual Best                   | JP7 (7 Wo.)JP | Erstveröffentlichung: 29. Juli 2015                                                                                 |

## Auszeichnungen für Musikverkäufe
Anmerkung: Auszeichnungen in Ländern aus den Charttabellen bzw. Chartboxen sind in ebendiesen zu finden.
| Land/RegionAuszeichnungen für Musikverkäufe (Land/Region, Auszeichnungen, Verkäufe, Quellen) | Gold       | Platin       | Diamant     | Verkäufe   | Quellen            |
| -------------------------------------------------------------------------------------------- | ---------- | ------------ | ----------- | ---------- | ------------------ |
| Japan (RIAJ)                                                                                 | 27× Gold27 | 28× Platin28 | 2× Diamant2 | 11.250.000 | riaj.or.jp JP2 JP3 |
| Insgesamt                                                                                    | 27× Gold27 | 28× Platin28 | 2× Diamant2 |            |                    |

## Filmografie

### Taiyō no Uta
Der Film Taiyō no Uta wurde zwischen September und November 2005 in Shingū, Fukuoka, gedreht und erschien am 17. Juni 2006 in den japanischen Kinos. Yui spielt in diesem Film die Hauptrolle der Kaoru Amane, eines Mädchens, das unter Xeroderma pigmentosum leidet. Der Film verweist auf diverse biografische Elemente von Yui. So träumt Kaoru davon, Sängerin zu werden, und tritt – genau wie Yui in ihrer Jugendzeit – regelmäßig als Straßenmusikerin auf. Während dieser Auftritte spielt Kaoru die Lieder Goodbye Days, It’s Happy Line und Skyline vor. Die gesamte Musik des Films besteht ausschließlich aus Variationen von Liedern, die Yui geschrieben hat. Der Titelsong Good-Bye Days wurde auch erfolgreich als Single veröffentlicht.
Taiyō no Uta hielt sich nach seinem Erscheinen mehrere Wochen an der Spitze der japanischen Filmcharts und wurde Ende 2007 von Oricon Style bei einer Umfrage auf Platz acht der zehn traurigsten Filme aller Zeiten gewählt. Yui wurde für Taiyō no Uta mit dem Japanese Academy Award in der Kategorie Beste Nachwuchsdarstellerin ausgezeichnet.
Vom 14. Juli bis 15. September 2006 wurde auf TBS eine Dorama-Adaption mit Erika Sawajiri in der Hauptrolle ausgestrahlt.

## Trivia
- Yui landet seit 2007 regelmäßig in den Top 3 der von CDTV veröffentlichten Rangliste der „Künstler, die als Liebespartner gewünscht werden“ (恋人にしたいアーティスト); von Februar 2007 bis August 2008 gar viermal nacheinander auf Platz 1.[22]
- Zwischen 2003 und 2004 besuchte sie dieselbe Musikschule in Fukuoka wie die japanische Sängerin Ayaka.
- Goodbye Days ist, mit rund 240.000 verkauften Einheiten, ihre bis heute meistverkaufte Single und Can’t Buy My Love, mit knapp 660.000 verkauften Exemplaren, ihr erfolgreichstes Album.[23]
- Yui beherrscht mehrere Instrumente; unter anderen Gitarre, Piano und Schlagzeug, wobei sie bei Konzerten ausschließlich Gitarre spielt.